# SN 2006ho
SN 2006ho – supernowa typu II odkryta 28 sierpnia 2006 roku w galaktyce A003328-0019. W momencie odkrycia miała maksymalną jasność 19,60m.